# Fort Wilhelmus
Ne doit pas être confondu avec Fort Nassau (Sud).
Le Fort Wilhelmus était un fort néerlandais construit en 1623 (ou 1624) sur une île de la Zuydrivier (le fleuve Delaware) nommée à l'époque Hoogh Eyland (l'île Haute), maintenant Burlington Island dans la ville de Burlington au New Jersey. 

## Histoire
Selon le récit déposé en 1687 par Catelyntie Trico, une engagée wallonne faisant partie du premier cortège de colons recrutés par la Compagnie néerlandaise des Indes occidentales, huit familles auraient été envoyées occuper les terres sur le pourtour du fortin l'année même de sa fondation. Poste de traite, le Fort Wilhelmus fut démantelé en 1626 lorsque Pierre Minuit décida de rapatrier à La Nouvelle-Amsterdam les familles de colons sous contrat avec la Compagnie. Afin de poursuivre l'occupation des lieux et de préserver les relations commerciales avec les Amérindiens locaux, le directeur de la colonie fit reconstruire le poste de traite sur la rive sud du fleuve et celui-ci prit le nom de Fort Nassau jusqu'en 1651.